# Valori asiatici
Per valori asiatici si intende un nucleo di istituzioni e ideologie politiche che riflettono la cultura e la storia della regione asiatica. Questo concetto si diffuse negli anni Novanta per giustificare i regimi autoritari asiatici e per criticare il processo di internazionalizzazione dei diritti umani di tradizione occidentale, iniziato con la Dichiarazione universale dei diritti umani del 1948 e accusato di celare un tentativo neo-colonialista di occidentalizzazione.

## Storia delle idee
La teoria degli "Shared Values" all'interno della regione asiatica fu elaborata nel 1995 dal Primo Ministro malese Mahathir Mohamad e dal Primo Ministro di Singapore Lee Kuan Yew e si fondava sulla preminenza del collettivismo, come ideologia che ritiene l'essere umano parte integrante della comunità e, in generale, dell'universo, nei confronti dell'individualismo di tradizione occidentale che sottolinea l'importanza dell'uomo come soggetto indipendente nella società.
I valori asiatici risultavano, perciò, come un insieme di principi che derivano da scuole di pensiero differenti tra loro, accomunate solo dalla denuncia dell'assenza di valori “asiatici” nelle convenzioni internazionali sui diritti umani e dal rifiuto di codificare in una convenzione regionale i diritti della Dichiarazione Universale perché non tenevano conto delle differenze culturali esistenti in Estremo Oriente.
Il boom economico che caratterizzò questi Paesi, dagli anni '60 in poi, incentivò la nascita di un sentimento di forte identità della regione, ulteriormente rafforzato dal passaggio di sovranità di Hong Kong e Macao alla Repubblica popolare Cinese, percepito come simbolo della cancellazione degli ultimi residui coloniali nel continente asiatico.
Nel nucleo di valori considerati confluirono influenze sia del Buddhismo, del Taoismo e del Confucianesimo che dell'Induismo e dell'Islamismo (anche se in misura molto inferiore), fino ad includere principi della spiritualità Zen e della filosofia Yoga.
La comunità internazionale ritenne, tuttavia, in molte occasioni che tali principi siano condivisi solo sulla carta, considerando le differenze che distinguono queste religioni e le loro innumerevoli varianti. La giurista T. Groppi dimostrò, inoltre, come in realtà la scelta dei valori escludesse intere aree geo-politicamente ed economicamente legate all'Estremo Oriente come il mondo islamico (Indonesia e Malesia) e i paesi a maggioranza cattolica (Filippine).
Il dibattito sui valori asiatici cercò di attuare un processo d'integrazione della regione che, tuttavia, durante la crisi finanziaria del 1997 dimostrò la sua debolezza, data l'assenza di istituzioni per una risoluzione dei problemi comuni.

## Definizione
Dato che i sostenitori del concetto provenivano da contesti culturali differenti, non esiste una definizione univoca del termine. L'idea astratta di “valori asiatici” contiene molte influenze del Confucianesimo, in particolare: lealtà verso l'autorità sia all'interno della famiglia sia nella comunità sociale e nel luogo di lavoro; la rinuncia alla libertà personale per il bene della stabilità e del benessere sociale; un incentivo all'eccellenza accademica e tecnologica; il rispetto dell'etica del lavoro e un incentivo al risparmio da parte delle famiglie, che si traduceva anche in una preferenza ad avere un saldo positivo della bilancia dei pagamenti per gli Stati.
I sostenitori dei valori asiatici, che tendevano ad appoggiare i governi autoritari della regione reclamavano questi valori come i più appropriati per governare piuttosto che le regole della democrazia occidentale, come espresso nella Dichiarazione di Bangkok del 1993 che enfatizzava i principi di sovranità, autodeterminazione e non-interferenza, sottolineando che:
“nonostante i diritti umani abbiano carattere universale, debbano essere considerati nel contesto di un processo dinamico e in una costante evoluzione di sviluppo normativo, tenendo presente il significato delle specificità nazionali e regionali e i diversi background storici, culturali e religiosi”
Tra i valori asiatici si possono enucleare:
1. Predisposizione per un sistema politico a Partito unico piuttosto che un sistema di pluralismo democratico;
2. Preferenza per l'armonia sociale e per il consenso in opposizione al dibattito e al dissenso;
3. Preoccupazione per il benessere socio-economico piuttosto che per le libertà civili e i diritti umani;
4. Preferenza per il benessere collettivo piuttosto che per gli interessi individuali;
5. Lealtà e rispetto verso le forme di autorità come genitori, insegnanti e governo;
6. Preferenza alle forme di Collettivismo piuttosto che alle forme di liberalismo;
7. Sostegno a Governi autoritari (che hanno certe responsabilità insieme a privilegi) in opposizione alla democrazia liberale;

## Significato politico
La retorica sui valori asiatici si diffuse nella Repubblica popolare cinese, in Malaysia, Indonesia e Singapore e anche in diverse stagioni politiche in Giappone. In Malaysia e Indonesia l'idea fu abbracciata parzialmente, data l'esistenza di un'ampia fetta di popolazione islamica, tuttavia, essa aveva l'obiettivo di far convergere le differenze culturali nell'area in chiave anti-occidentale.
In Giappone la scelta di appoggiare tali principi fu popolare in alcuni circoli nazionalisti perché rafforzava il dissenso contro l'Occidente e dava al Paese un'opportunità di leadership in una nuova Asia.
La crescita economica esponenziale dei Paesi dell'Estremo Oriente, unita a questo nuovo sistema di valori, fu alla base della nascita di un modello alternativo al totalitarismo e alla democrazia liberale.
Lee Kuan Yew affermò, infatti, sottolineando l'importanza del consolidamento del sistema di valori asiatico:
“Lo sviluppo e il buon governo richiedono un bilanciamento tra diritti individuali e diritti della collettività cui l'individuo appartiene, e attraverso la quale gli individui possono realizzare i propri diritti. Il punto di equilibrio varia da paese a paese, nei diversi momenti storici. Ogni Paese deve trovare la sua strada. Le questioni sui diritti umani non si prestano a formule generali. […] L'assunto che si debba necessariamente arrivare ad una democrazia, come alcuni la chiamano, non è garantito dai fatti”.
Il concetto di valori asiatici iniziò a perdere valore dopo la crisi finanziaria asiatica del 1997 che indebolì le economie di molti paesi, provocando tra l'altro il collasso del regime indonesiano del generale Suharto, che era stato anch'egli un sostenitore, seppure più cauto, dell'“ideologia” affermando:
“Come nei paesi in via di sviluppo si riconosce la genesi delle concezioni occidentali dei diritti, così l'Occidente dovrebbe manifestare un'analoga comprensione per l'origine storica e le esperienze dei paesi non occidentali, per i loro valori culturali e sociali e per le loro tradizioni. Molti paesi in via di sviluppo [...] hanno maturato una diversa sensibilità basata su esperienze differenti riguardo ai rapporti tra individuo e società, tra un individuo e un altro, nonché riguardo ai diritti della collettività rispetto ai diritti individuali”.
Parlare in nome dei valori asiatici (in opposizione ai valori occidentali, o a quelli universali), servì a formare una forza ideologica di opposizione in Asia verso le forze, che, più chiaramente, puntarono alla diffusione dell'ideologia occidentale nell'est asiatico. In un modo o nell'altro, l'uso del termine, tuttavia, permise di dare vita ad un significativo dialogo tra le civiltà in materia di diritti umani.

## Critiche
L'idea dell'esistenza di valori asiatici condivisi fu criticata, tuttavia, da diversi esponenti del mondo politico e accademico del Sol levante.
Lo scrittore Francis Fukuyama, autore dell'opera The End of History and the Last Man, sostenne che la fine della guerra fredda segnò la vittoria della democrazia su tutte le ideologie rivali come la monarchia ereditaria, il fascismo e, più recentemente, il comunismo, perciò essa poté essere considerata come la forma finale del governo ultimo dell'umanità.
Sul piano politico fu incisiva la posizione del Presidente della Repubblica di Corea (Corea del Sud), Kim Dae Jung che affermò:
“L'Asia ha una ricca eredità di filosofie e tradizioni orientate verso la democrazia. Ha già fatto dei grandi passi verso la democratizzazione e possiede le condizioni necessarie per sviluppare la democrazia anche oltre il livello dell'Occidente”.
I principali dubbi e critiche sul tema non riguardano tanto la possibilità o meno dell'esistenza di suddetti principi, che Amartya Sen, Premio Nobel per l'economia, definì una forzatura politica che nascondeva una marcata eterogeneità culturale dell'area, ma riguardano l'impossibilità di utilizzare la tradizione culturale come pretesto per derogare le norme sui diritti umani poste alla base della comunità internazionale odierna.
Il risultato della Conferenza mondiale di Vienna sui diritti umani del 1993 sottolineò proprio l'assoluta interdipendenza tra diritti umani, abolendo qualsiasi catalogazione che provocasse una subordinazione di alcuni diritti nei confronti di altri.
Il principio di interdipendenza fu alla base della Carta dei diritti umani dell'Asia del 1998, espressione della società civile asiatica, che, nonostante non avesse valore vincolante per gli Stati, poteva essere considerata una dichiarazione di intenti per inserire il contesto regionale asiatico nella codificazione sui diritti umani.

## L'evoluzione del dibattito nella regione asiatica
Il dibattito sui valori asiatici, come scritto precedentemente, fu largamente ridimensionato con la crisi degli anni '90, tuttavia oggi viene riutilizzato non solo in chiave anti-occidentale, ma come fondamenta del processo di integrazione regionale.
Nel 2006 il vicepresidente indonesiano Jusuf Kalla collegò i valori asiatici alla proposta di Accordo di libero commercio dell'Est asiatico e all'East Asian Community che nacque dall'East Asian Summit.
Si avviarono intanto le prime iniziative per la creazione di una comunità economica a livello regionale, come l'EAFTA tra i paesi dell'ASEAN+3 (10 paesi dell'ASEAN più la Repubblica popolare cinese, il Giappone e la Repubblica di Corea) e il Comprehensive Economic Partnership in East Asia (CEPEA) tra i Paesi dell'ASEAN+6 (includendo India, Nuova Zelanda e Australia).
Forse proprio la realizzazione di una singola comunità asiatica potrà rafforzare la diffusione di reali valori asiatici condivisi.